# Lars Mejern Larsson
Lars Mejern Larsson, tidigare Lars Bengt Larsson, född 31 december 1965 i Ekshärads församling, Värmlands län, är en svensk politiker (socialdemokrat). Han är ordinarie riksdagsledamot sedan 2006 (dessförinnan även tjänstgörande ersättare 2005), invald för Värmlands läns valkrets.
I riksdagen är Larsson ledamot i kulturutskottet sedan 2018 och ledamot i Nordiska rådets svenska delegation sedan 2018. Han var ledamot i trafikutskottet 2010–2018. Han har varit suppleant i bland annat arbetsmarknadsutskottet, EU-nämnden, kulturutskottet, näringsutskottet, socialutskottet, trafikutskottet, Nordiska rådets svenska delegation och riksdagens valberedning.
Larsson är snickare och ombudsman. Han är gift och har barn samt boende i Karlstad.